# Zé Castro
Zé Castro (nom complet : José Eduardo Rosa Vale Castro) était un footballeur portugais né le 13 janvier 1983 à Coimbra.
Il possède 1 sélection en équipe du Portugal, acquise lors de l'année 2009.

## Carrière
Arrêtées à l'issue de la saison 2017-2018

## Palmarès
- Deportivo La Corogne
  - Vainqueur de la Liga Adelante : 2012